# Dansvloer

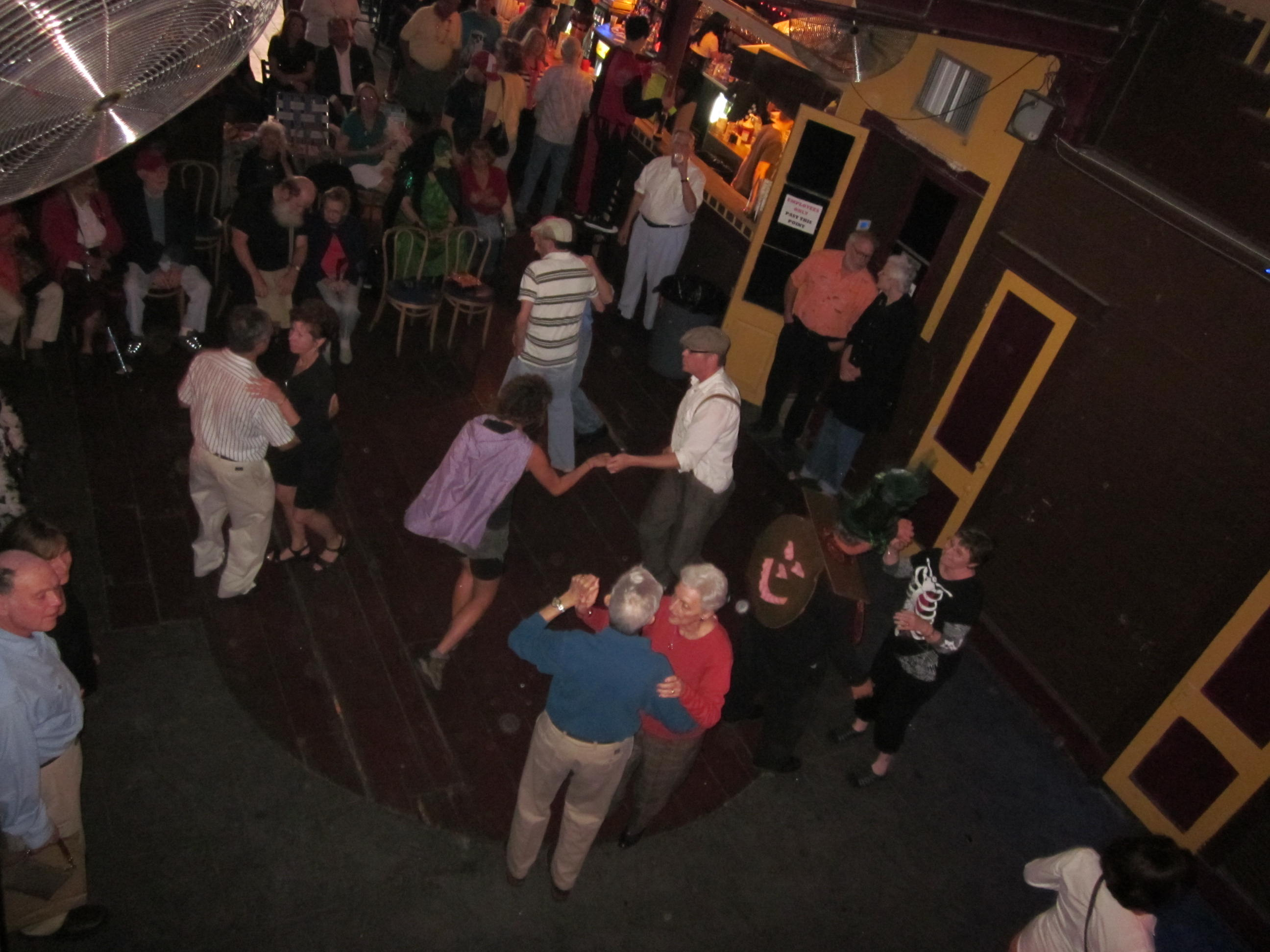
Dansvloer

Een dansvloer is een oppervlakte zonder objecten waar gedanst kan worden. Een dansvloer ligt meestal in een danszaal.
Een dansvloer kan men vinden in cafés, disco's en dansscholen. Danszalen bevinden zich doorgaans alleen op plekken waar muziek gedraaid wordt. Disco's hebben soms (draaiend en verticaal) beweegbare dansvloeren.